# كاتسويوشي شنتو
كاتسويوشي شنتو (باليابانية: 信藤 健仁) (15 سبتمبر 1960 في هيروشيما في اليابان – )؛ هو لاعب كرة قدم ياباني سابق كان يلعب كمدافع. سبق له أن لعب مع منتخب اليابان.

## وصلات خارجية
- كاتسويوشي شنتو على موقع رابطة كرة القدم اليابانية للمحترفين (اليابانية)
- كاتسويوشي شنتو على موقع قاعدة بيانات كرة القدم.إي يو (الإنجليزية)
- كاتسويوشي شنتو على موقع ناشيونال فوتبول تيمز (الإنجليزية)
- كاتسويوشي شنتو على موقع عالم كرة القدم.نت (الإنجليزية)

- National Football Teams
- Japan National Football Team Database